# Amir Kolahdozhagh
Amir Kolahdozhagh (7 januari 1993) is een Iraans wielrenner die sinds 25 juni 2019 rijdt voor Taiyuan Miogee Cycling Team.

## Overwinningen
2011
 Aziatisch kampioen tijdrijden, Junioren
4e etappe Ronde van Mazandaran
Eindklassement Ronde van Mazandaran
2012
Bergklassement Ronde van Azerbeidzjan
2013
Jongerenklassement Ronde van de Filipijnen
5e etappe Ronde van Singkarak
Bergklassement Ronde van Singkarak
2015
4e etappe Ronde van Singkarak
2016
4e etappe Ronde van Singkarak
Eindklassement Ronde van Singkarak
Bergklassement Ronde van Maleisië
2017
3e etappe Ronde van Ijen
4e etappe Ronde van Iran
2019
1e etappe Ronde van Xingtai

## Ploegen
- 2012 –  Tabriz Petrochemical Team
- 2013 –  Tabriz Petrochemical Team
- 2014 –  Tabriz Petrochemical Team
- 2015 –  Tabriz Petrochemical Team
- 2016 –  Pishgaman Giant Team
- 2017 –  Pishgaman Giant Team
- 2018 –  Pishgaman Giant Team
- 2019 –  Taiyuan Miogee Cycling Team (per 25-6)